# Соннам
Сонна́м (кор. 성남시, 城南市, Seongnam-si) — місто в провінції Кьонгі, Південна Корея. Соннам — типове місто-супутник Сеула, складається переважно із житлових кварталів. Найгустонаселеніша частина міста — округ Пундангу (або просто Пундан), в котрому знаходиться багато висотних жилих башт. На початку XXI століття влада міста ініціювала рух з надання Соннаму статусу міста прямого підпорядкування, оскільки населення Соннама росте доволі швидко і перевалило за 1 млн чоловік. У серпні 2009 року було прийняте рішення об'єднати Соннам із сусіднім місто Ханамом.

## Географія
Соннам — південне передмістя Сеула. На заході він межує із Квачхоном та Ийваном, на півдні — з Йон'їном, на сході — із Кванджу, на півночі — із Сеулом і Ханамом.

### Клімат
Місто знаходиться у зоні, котра характеризується вологим континентальним кліматом зі спекотним літом. Найтепліший місяць — липень із середньою температурою 25.6 °C (78 °F). Найхолодніший місяць — січень, із середньою температурою -2.8 °С (27 °F).
| Клімат Соннама          | Клімат Соннама | Клімат Соннама | Клімат Соннама | Клімат Соннама | Клімат Соннама | Клімат Соннама | Клімат Соннама | Клімат Соннама | Клімат Соннама | Клімат Соннама | Клімат Соннама | Клімат Соннама | Клімат Соннама |
| Показник                | Січ.           | Лют.           | Бер.           | Квіт.          | Трав.          | Черв.          | Лип.           | Серп.          | Вер.           | Жовт.          | Лист.          | Груд.          | Рік            |
| Абсолютний максимум, °C | 13             | 19             | 21             | 30             | 31             | 35             | 37             | 36             | 32             | 27             | 22             | 17             | 37             |
| Середній максимум, °C   | 1              | 3              | 10             | 18             | 23             | 26             | 28             | 29             | 25             | 19             | 11             | 4              | 17             |
| Середня температура, °C | −2             | 0              | 5              | 12             | 17             | 22             | 25             | 25             | 20             | 13             | 6              | 0              | 12             |
| Середній мінімум, °C    | −7             | −4             | 0              | 6              | 11             | 17             | 21             | 21             | 15             | 8              | 1              | −4             | 7              |
| Абсолютний мінімум, °C  | −21            | 0              | −11            | −4             | 2              | 7              | 12             | 12             | 5              | −3             | −9             | −18            | −21            |
| Днів з опадами          | 12             | 11             | 11             | 12             | 11             | 13             | 18             | 15             | 10             | 9              | 11             | 12             | 145            |
| Днів з дощем            | 4              | 6              | 9              | 12             | 11             | 13             | 18             | 15             | 10             | 9              | 10             | 6              | 123            |
| Днів зі снігом          | 9              | 7              | 3              | 0              | 0              | 0              | 0              | 0              | 0              | 0              | 2              | 7              | 28             |
| ----------------------- | -------------- | -------------- | -------------- | -------------- | -------------- | -------------- | -------------- | -------------- | -------------- | -------------- | -------------- | -------------- | -------------- |
| Джерело: Weatherbase    |                |                |                |                |                |                |                |                |                |                |                |                |                |

## Адміністративний поділ
Соннам поділений на три округи (ку) і 44 райони (тон). Округи Соннама включають:
- Пундангу
- Чунвонгу
- Суджонгу

## Міста-побратими
Всередині країни
- Асан, провінція Чхунчхон-Намдо — з 2007[3]
- Хончхон, провінція Канвондо — з 1998[4]
- Капхьон, провінція Кьонгі — з 2003[5]
- Самчхок, провінція Канвондо — з 2007[6]
- Масан, провінція Кьонсан-Намдо — з 2008[7]
- Мокпхо, провінція Чолла-Намдо — з 2009[8]

За кордоном
- Бразилія Пірасікаба, штат Сан-Паулу — з 1986[9]
- США Аврора, штат Колорадо — з 1992[10]
- КНР Шеньян, провінція Ляонін — з 1998[11]
- Узбекистан Наманган, Наманганська область — з 2009.

## Символи
Як і решта міст і повітів в Південній Кореї, Соннам має низку символів:
- Дерево: гінкго — символізує довголіття.
- Квітка: азалія — символізує почуття власної гідності і благородство.
- Пташка: сорока — вважається, що сорока приносить добрі вісті, тому вона є символом поліпшень.
- Маскот: брат і сестра Серонгі і Сенамі.